# Enrico Baroni
Enrico Baroni (24 de novembre de 1892 - 28 de juny de 1940) va ser un oficial naval italià durant la Segona Guerra Mundial.

## Biografia
Nascut a Florència l'any 1892, Enrico Baroni es va matricular a l'Acadèmia Naval Italiana de Livorno el 10 de novembre de 1911 i es va graduar el 1914, amb el grau d'alferes. Durant la Primera Guerra Mundial va servir primer als cuirassats Roma i Conte di Cavour, després al creuer blindat Pisa i finalment, com a primer oficial de control de foc, al cuirassat Dante Alighieri. Al final de la guerra, va ser destinat a l'Oficina Tècnica d'Armes Navals a Venècia i estacionat al vaixell de reparació Quarnaro.
Aleshores va rebre el comandament de la torpedinera Cortellazzo i, després de l'ascens a capità de corbeta, del  destructor Aquilone. El 1932 va ser ascendit a capità de fragata i nomenat oficial executiu del creuer pesant Fiume, i després va ocupar el càrrec de comandant superior a l'Extrem Orient, amb insígnies al minador Lepanto. Després de la repatriació, va ser ascendit a capità de navili i nomenat comandant de la Comandament Naval de Càller durant un període, abans de rebre el comandament del creuer lleuger Luigi Cadorna.
El 1940 va rebre el comandament del 2n Esquadró de Destructors, amb bandera a l'Espero. El 27 de juny de 1940, l'Espero, juntament amb els seus germans Ostro i Zeffiro, van salpar de Tàrent cap a Tobruk en una missió de transport ràpid d'algunes bateries de canons antitanc; l'endemà, però, els tres destructors, albirats per avions de reconeixement britànics, van ser interceptats cinc creuers lleugers britànics al comandament del vicealmirall John Tovey. Baroni va decidir retenir els creuers britànics amb el seu vaixell el màxim temps possible, per donar a l'Ostro i el Zeffiro el temps necessari per escapar; de fet, el sacrifici de l'Espero va permetre als dos vaixells germans escapar i arribar a Bengasi i després a Tobruk. L'Espero, després d'una batalla solitària de dues hores contra els vaixells de Tovey, va ser finalment colpejat pel foc del creuer, deixant-lo mort a l'aigua i acabat per l'HMAS Sydney. Després de donar ordres per a l'enfonsament i l'abandonament del vaixell, Baroni va tornar al pont i va enfonsar-se amb el seu vaixell. Va ser guardonat pòstumament amb la Medalla d'Or al Valor Militar.

## Condecoracions
Medalla d'Or al Valor Militar (a títol pòstum)
 Medalla commemorativa de la guerra 1915-1918
 Medalla commemorativa italiana de la Victòria de 1918
 Medalla commemorativa de la Unitat d'Itàlia